# Progo
Progo ist ein etwa 138 Kilometer langer Fluss auf der indonesischen Insel Java. Er entspringt nördlich des Vulkans Sundoro und mündet in den Indischen Ozean. Der Progo fließt durch die Provinzen Jawa Tengah (zu deutsch Zentral-Java) und Yogyakarta.
Die Quelle befindet sich an den Hängen des Vulkans Sundoro, um den er nördlich einen Bogen macht. In der Nähe der Stadt Temanggung fließt er dann in südliche Richtung an Magelang vorbei und durch die Keduebene, der Wiege alter Zivilisationen auf Java. In der Nähe der Tempelanlagen von Borobudur, Mendut und Pawon mündet der Hauptzufluss Elo in den Progo. Kurz danach fließt er weiter nach Yogyakarta, wo er dann in den Indischen Ozean mündet.
Der Fluss liegt in einem 4077 Quadratkilometer großen Gebiet, zu dem auch die beiden Flüsse Serang und Okap gehören. Dort leben etwa 5,4 Millionen Einwohner.
Viele seiner rechten Zuflüsse, wie Kedu, Gintung, Klegung, Semawang und Tangsi, entspringen an den Hängen des 3320 Meter hohen Vulkans Sumbing, die linken Zuflüsse Elo, Pabelan, Blongkeng, Batang und Krasak, entspringen bei den beiden Vulkanen Merbabu und Merapi.
Das Gebiet um den Fluss war Schauplatz von Kämpfen des indonesischen Nationalhelden Diponegoro gegen die niederländischen Kolonialherren in der großen Rebellion 1825–1830.
Das Wasser des Flusses wird zur Bewässerung genutzt. Touristisch wird der Progo zum Rafting genutzt.
Sand wird hauptsächlich am unteren Flusslauf abgebaut.